# Jacques Muffin
Jacques Muffin, né vers 1920 aux États-Unis et mort aux Indes en 1992, était un clarinettiste et un grand compositeur de jazz.

## Biographie

### Enfance
On ignore précisément les origines de Jacques Muffin, mais il serait Américain. Ce qui est sûr, c'est que l'on entend parler de lui pour la première fois en 1930, il a alors une dizaine d'années, dans la ville de Guyancourt. Certains habitants se souviennent très bien de lui lorsqu'il faisait la manche près de l'église du village, toujours accompagné de sa clarinette. Un témoignage fiable rapporte que nul ne connaissait ses parents ni ne savait où il habitait. Il impressionna bien vite par ses prouesses techniques, si bien que certains musiciens, ayant entendu parler de ce petit prodige, vinrent à sa rencontre pour faire sa connaissance. Cependant durant cette période, personne ne réussit à lui faire prononcer un mot... mais tout le monde l'écoutait jouer. Ceci dura jusqu'en 1935, année durant laquelle il se fit agresser par d'autres jeunes du village. On le retrouva  baignant dans son sang devant l'église, son instrument en plusieurs morceaux.

### Chez Georges
Il fut alors recueilli par un dénommé Georges Ventèse, qui veilla à ce que les soins nécessaires lui fussent prodigués, et qui le fit vivre chez lui. Après plusieurs mois, le petit Jacques commença pour la première fois à lui parler et à lui révéler certaines choses de sa vie, comme son nom et son enfance très mouvementée. C'est durant cette période, et grâce à son ami Georges, qu'il aurait composé ses plus grandes œuvres comme Clock round Midnight. Malheureusement, Georges Ventèse mourut la même année, et Jacques Muffin s'enfuit, si bien qu'on perdit sa trace durant plusieurs années.

### L'après Guerre

#### La gloire
On retrouve la trace de Jacques Muffin en 1950 dans la banlieue de Washington, où il connaît un grand succès en tant que musicien et compositeur. Certains enregistrements ont été conservés, datant de cette période, mais appartiennent désormais à de rares collectionneurs. De 1950 à 1960, on sait juste qu'il enchaîne les concerts, le plus souvent en plein air, accompagné d'un guitariste et d'un contrebassiste qui le suivirent plusieurs années mais dont on ne sait presque rien.

#### La retraite
En 1960, lors d'un de ses plus gros concerts, il annonce publiquement son départ en retraite, nouvelle qui attrista bon nombre de ses fans. C'est là que le mythe autour de Jacques Muffin prit naissance, et qu'une communauté d'anciens fans se forma, annonçant sa résurrection musicale.

#### Le mythe
Le mythe perdura pendant plus de trente ans ! Jacques Muffin fut vu pour la dernière fois le 13 octobre 1992, par son ami Bob Waldberg, à qui il annonça que son heure était venue, à la suite de quoi il partit pour l'Inde, où nul n'entendit plus parler de lui.

## Discographie
Jacques Muffin, de par son aventure, ne laissa que peu d'enregistrements.

### Titres répertoriés
- Chansons parues vers 1953 : Vous avez rendez vous avec vous
- Chansons parues vers 1954 : Clock round midnight
- Chansons parues vers 1955 : Better find than search
- Chansons parues vers 1956 : All about you
- Chansons parues vers 1958 : Charly be goal

 Avertissement : selon la législation française en matière d'œuvres phonographiques, les droits économiques des enregistrements, qui ont été faits il y a plus de 50 ans, sont dans le domaine public (les héritiers de Muffin ne touchent plus de droits). Mais les textes et les partitions, eux, ne sont pas dans le domaine public : ils restent protégés jusqu'en 2062 (70 ans après le décès de l'auteur), selon le Code de la propriété intellectuelle. Il n'est donc pas possible de reproduire librement ces enregistrements sans l'autorisation des ayants droit de l'artiste.